# 许家台镇
许家台镇，是中华人民共和国天津市蓟州区下辖的一个镇，与北京市平谷区夏各庄镇、南独乐河镇及河北省廊坊市三河市段甲岭镇接壤，是蓟州区内两个京津冀三地交界点所在地之一（另一个在下营镇）。

## 行政区划
许家台镇下辖以下地区：
许家台村、张家园村、瀑水村、桃庄村、小米庄村、歇人厂村、花甲石村、新房子村、大石峪村、白峪村、北水泉村、田家峪村、卢家峪村、东窝铺村、大岭后村和北京现代音乐学院社区。